# Macroprotodon mauritanicus
La serp de garriga (Macroprotodon mauritanicus) és una espècie de serp de la família Colubridae.

## Descripció
Va ser Inicialment considerada com una subespècie de M. cucullatus. És de mida petita, amb una longitud mitjana de 329 mm. El cap és curt, deprimit, amb ulls relativament petits, de pupil·la arrodonida o verticalment ovalada, iris ataronjat o vermellós i coa relativament curta. La coloració dorsal és grisa o crema amb petites taques fosques que segueixen un disseny regular. La coloració ventral és groga o rosada amb petites taques quadrangulars. Presenten una taca fosca al coll, a mode de collar que no s'uneix dorsalment i una taca allargada rere i baix de cada ull.

## Distribució
Ofidi de distribució mediterrània que es troba al nord d'Argèlia i Tunísia. Va ser introduïda a les Illes Balears probablement a l'època romana. Es considera que la seva introducció va ser responsable de l'extinció de les sargantanes endèmiques Podarcis lilfordi a les illes de Mallorca i Menorca, per la seva dieta sauròfaga i la coincidència temporal entre la seva arribada a Balears i l'extinció d’aquesta espècie a les illes principals (Mayol, 1985). Això hauria provocat un canvi en la dieta de les poblacions insulars que haurien passat a alimentar-se de mamífers, contràriament a les poblacions continentals, que s'alimenten de rèptils.

## Hàbitat
A Mallorca habita garrigues, pinars esclarissats, cultius de secà i jardins urbans. A Menorca es troba sobretot en ambients forestals, com alzinars i pinars, i també en camps de cultiu.